# Rebecca Adam
Rebecca Adam est une femme politique australienne, né en 1971, à Melbourne en Australie. Elle est l'actuel président du Comité international des sports des sourds.

## Biographie
Née en 1971, elle est sourde de troisième génération.
En 2011, elle entre dans le conseil administration du Comité international des sports des sourds.
En février 2018, elle a créé la commission des Femmes du Comité international des sports des sourds.
Le 28 juillet 2018, Rebecca est devenue la 10e présidente du Comité international des sports des sourds, à partir du 1er août 2018, à la suite d'un vote unanime du conseil d'administration du Comité international des sports des sourds à Erevan (Arménie), à la suite du départ à la retraite anticipée du Valery Rukhledev. Dans l'année de 2019, Rebecca est destituée par le Conseil exécutif de l'ICSD pour des raisons qui restent inconnues.

### Vie privée
Elle est mariée et a deux enfants.

## Parcours dans la vie politicienne
- Présidente de Deaf Sports Australia : 2004-2011
- Présidente de la commission juridique du Comité international des sports des sourds[2] : ? - ?
- Présidente de la commission des femmes du Comité international des sports des sourds[2] : ? - ?
- PDG de WA Deaf Society[6] : 2016 -